# سیارک ۳۷۶۹۹
سیارک ۳۷۶۹۹ (به انگلیسی: 37699 Santini-Aichl، نامگذاری:1996AH1) سی و هفت هزار و ششصد و نود و نهمین سیارک کشف شده‌است که در ۱۳ ژانویه ۱۹۹۶ کشف شد.